# Cornelius Becker

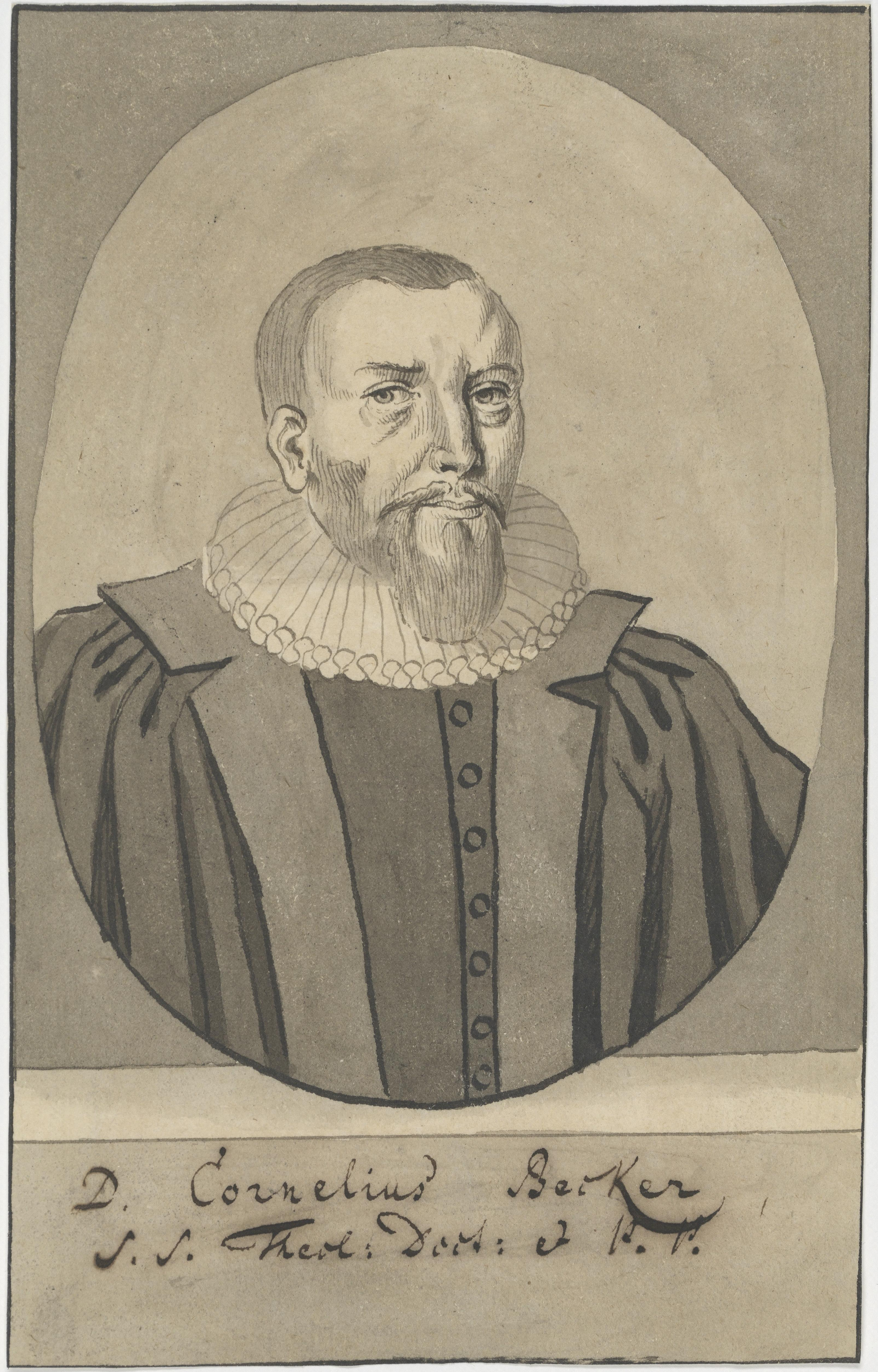
Cornelius Becker (1561 - 1604). Pastor Luterano y Profesor de Teología Alemán.

Cornelius Becker (n. Leipzig, Alemania, 24 de octubre de 1561-† 25 de mayo de 1604) fue un pastor luterano ortodoxo en Leipzig, Alemania. Preparó el Salterio Becker, al que Heinrich Schütz puso música.
Pastor en Nicolaikirche en Leipzig desde 1594, también fue profesor de teología en la Thomas School desde 1599. Compuso su Salterio, "Salmos de David Gesangweis", en 1602.
A Schütz le gustó la finalidad teológica de esta nueva composición métrica y les compuso las melodías en 1618, que serían publicadas en dos ocasiones durante su vida, en 1628 y 1661 (esta versión revisada y ampliada). Fuera de Dresde solo unos pocos de estos salmos alcanzarían popularidad.